# Alberto Martínez (Fußballspieler)
Alberto Ariel Martínez Piriz (* 30. Juli 1950 in Rocha, Uruguay; † 1. Dezember 2009) war ein uruguayischer Fußballspieler und -trainer.

## Werdegang
Mit dem Fußballspielen begann Martínez im Alter von acht Jahren auf den Straßen Rochas, einer Stadt mit 30.000 Einwohnern. Sein Vater war LKW-Fahrer und es stand wenig Geld zur Verfügung. Martínez, Vater des österreichischen Nationalspielers Sebastián Martínez, begann seine Karriere in seiner uruguayischen Heimat 1966 auf Amateurebene bei der Ersten Mannschaft des in seiner Geburtsstadt beheimateten Club Atlético Lavalleja. 1968 wechselte er in den Profibereich zu den Rampla Juniors. Anschließend spielte er ab 1970 für Peñarol Montevideo und schloss sich am 7. Januar 1973 zusammen mit Julio Morales dem österreichischen Bundesligisten FK Austria Wien an. Die Ablösesumme für diese beiden Spieler betrug damals eine Million Schilling. Bis 1978 bestritt er 188 Ligaspiele für die Wiener und konnte dabei 39 Tore erzielen. Einer der Höhepunkte seiner Spielerkarriere bei Austria Wien war der verwandelte Elfmeter im zum 5 :4 Endstand im Elfmeterschießen gegen FK Dynamo Moskau (12. April 1978), der Austria Wien ins Europapokalfinale der Pokalsieger brachte. Im Finale gegen RSC Anderlecht wurde er aber erst in der Schlussphase beim Stand von 0 : 4 eingewechselt.
1978 wechselte Martínez zum Wiener Sport-Club, wo er unter Trainer Erich Hof an der Seite von Norbert Hof, August Starek und Alfred Drabits am Ende seiner ersten Spielzeit Vizemeister wurde. Zu diesem Erfolg trug er 20 Saisontore bei, so dass er sich in der Torschützenliste hinter Walter Schachner und Thomas Parits auf dem dritten Rang platzierte. Anschließend verließ er jedoch die Dornbacher, um sich VOEST Linz anzuschließen. Nach einem Jahr kehrte er jedoch zum Sport-Club zurück, mit dem er nun im Abstiegskampf spielte. In der Spielzeit 1981/82 mit 14 Saisontoren bester vereinsinterner Torschütze verließ er nach Saisonende Österreich, um auf Gran Canaria bei UD Las Palmas sein Geld zu verdienen. Nach einer Spielzeit zog es ihn nach Österreich zum Favoritner AC zurück, wo er 1985 seine Profikarriere beendete. 1983 erhielt er schließlich auch die österreichische Staatsbürgerschaft, kehrte aber 1985 in sein Geburtsland zurück.
Dort nahm er von 1985 bis 1987 im Amateurbereich in Rocha beim Palermo FC die Rolle des Spielertrainers ein. In den Jahren 1987 bis 1988 und 1989 bis 1990 betreute er die Departamentoauswahl von Rocha. Von 1993 bis 1994 und erneut von 1994 bis 1995 war er ebenfalls in der Funktion des Auswahltrainers im benachbarten Departamento Maldonado tätig. 1996 bis 1997 übernahm er wieder die Auswahl Rochas. 2000 trainierte er den Amateurklub im Badeort Punta del Este. Sodann war er von 2000 bis 2002 als Co-Trainer im Profibereich bei der Mannschaft der Tercera División des Rocha FC tätig. 2003 übernahm er in der Segunda División bei der Ersten Mannschaft die Cheftrainerposition, stieg mit dem Team in die höchste uruguayische Spielklasse auf und war auch 2004 der verantwortliche Trainer der Mannschaft.
Nach seiner Rückkehr nach Uruguay trafen ihn schwere Schicksalsschläge, so starb sein Sohn Manuel an einem Gehirntumor, und er selbst erlitt einen Herzinfarkt. Am 1. Dezember 2009 verstarb er an den Folgen eines weiteren Herzinfarkts.

## Erfolge
- 1976, 1978: Österreichischer Meister mit Austria Wien
- 1974, 1977: Österreichischer Cupsieger mit Austria Wien
- 1978: Finale Europapokal der Pokalsieger mit Austria Wien
- 1979: 2. Platz Österreichische Meisterschaft mit Wiener Sport-Club

## Ehrungen
Anfang Januar 2015 wurde in Anwesenheit von Martínez’ Kindern Sebastián und Fernanda in seiner Geburtsstadt mit der Plaza Alberto Martínez ein Platz nach ihm benannt und durch den Intendente Artigas Barrios eingeweiht.